# Détroit de Tiran
Pour les articles homonymes, voir Tiran.
Le détroit de Tiran (en arabe : مضيق تيران) est un passage maritime formé par le Sinaï (Égypte) à l'ouest et l'île de Tiran (Arabie saoudite) à l'est. Situé dans le golfe d'Aqaba, il en contrôle l'accès depuis la mer Rouge. Il mesure 6 km de large dans sa partie la plus étroite.
Ce détroit doit son nom à l'île de Tiran, île saoudienne située à l'extrémité méridionale du golfe d'Aqaba, sur laquelle la Force multinationale d'observateurs au Sinaï (FMO, en anglais : Multinational Force and Observers [MFO]) a établi un point d'observation, afin de garantir la liberté de navigation sur le détroit.

## Histoire
Sa fermeture aux navires israéliens par les forces égyptiennes au lendemain de l'évacuation de la base de Charm el-Cheikh par les troupes de l'ONU (mai 1967) est à l'origine de la troisième guerre israélo-arabe, plus communément appelée « guerre des Six Jours », qui s'est déroulée du lundi 5 au samedi 10 juin 1967. Cette guerre, qui constitue un épisode important dans l'histoire du conflit israélo-arabe et dont les conséquences influent, encore jusqu'à ce jour, sur la géopolitique du Moyen-Orient, oppose l'État d'Israël à une coalition composée de trois pays arabes : la République arabe unie (nom officiel de l'Égypte de 1961 à 1971), la Jordanie et la Syrie. 

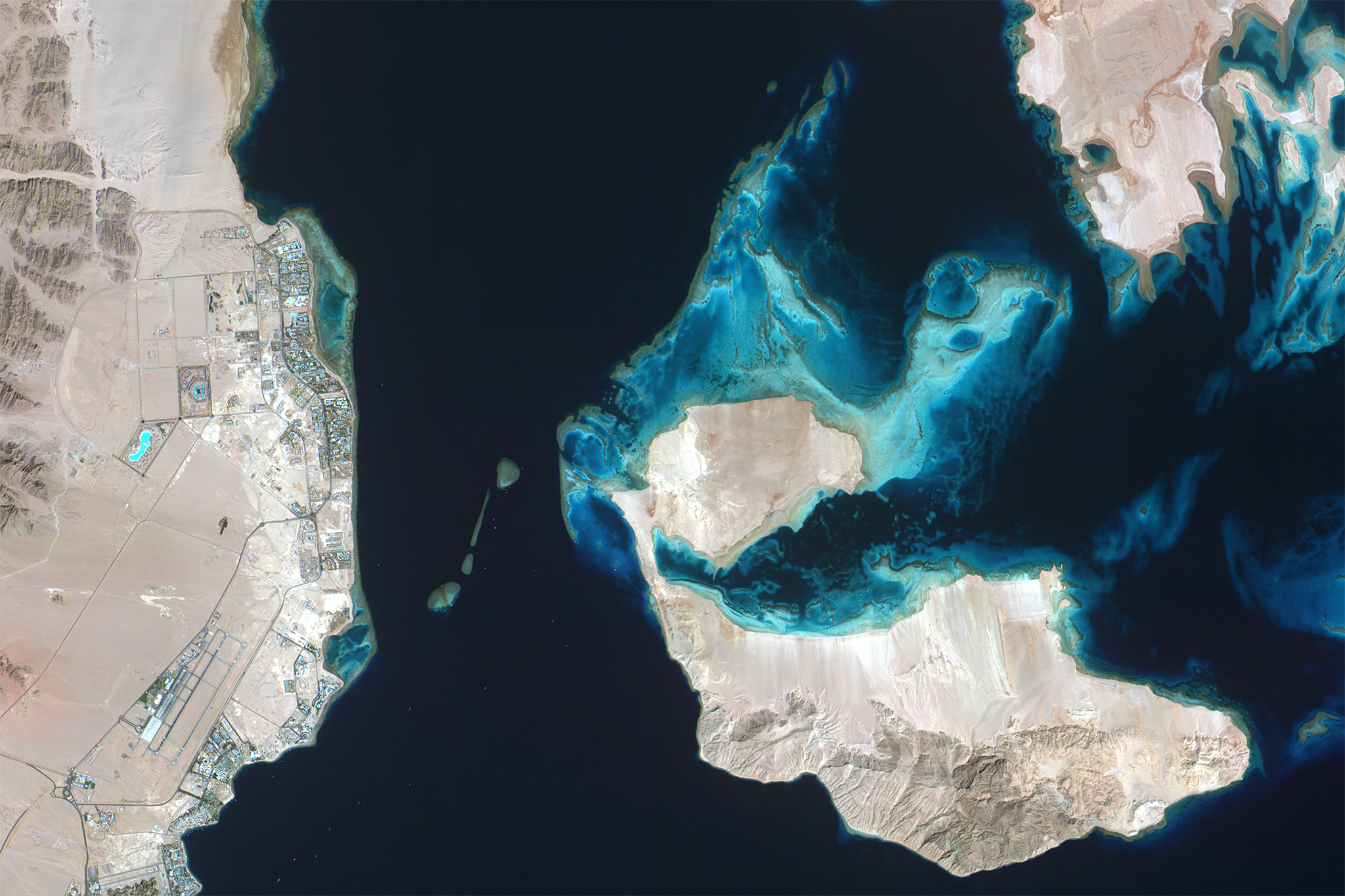
Image satellite du détroit de Tiran avec la ville égyptienne de Charm el-Cheikh à gauche.